# Omegatron
Omegatron – rodzaj spektrometru mas, w którym do oddzielenia jonów o określonej masie wykorzystuje się rezonans cyklotronowy jonów poruszających się w cyklotronie. Jony poruszają się w polu magnetycznym, a są przyspieszane prostopadłym do niego zmiennym polem elektrycznym o dużej częstotliwości zmian. Jeśli częstotliwość ta jest odpowiednio dobrana do masy jonu, to jony poruszają się po spirali i trafiają w kolektor. Jony o innych masach nie trafiają w miejsce przyspieszenia w odpowiednich momentach i nie są przyspieszane, przez co ich tory zamykają się z daleka od kolektora.
Źródłem jonów w omegatronie jest żarząca się katoda. Jony mogą być również dostarczane do środka cyklotronu z zewnątrz. Zdolność rozdzielcza omegatronu wynosi kilkadziesiąt thomsonów. Czułość przeciętnego omegatronu jest rzędu 10 Th-1. Częstotliwość pola elektrycznego stosowanego w omegatronach znajduje się w przedziale od 43 kHz do 2,3 MHz, w zależności od masy separowanych cząstek.
Omegatrony były stosowane w instalacjach wysokiej próżni umożliwiając określenie składu gazów resztkowych. Zaletą omegatronu jest znaczna prostota konstrukcji, a także mała ilość metalu (łatwość odgazowania) w porównaniu z innymi rodzajami spektrometrów mas. Ze względu na rozpowszechnienie spektrometrów kwadrupolowych omegatron stracił na znaczeniu.